# Aleksandr Abt
Aleksandr Viktorovič Abt, detto Saša (in russo Александр "Саша" Викторович Абт?; Mosca, 22 ottobre 1976), è un ex pattinatore artistico su ghiaccio russo, specializzato nel singolo.

## Risultati
| Risultati                             | Risultati      | Risultati      | Risultati      | Risultati      | Risultati      | Risultati      | Risultati      | Risultati      | Risultati      | Risultati      | Risultati      | Risultati      | Risultati      |
| Internazionali                        | Internazionali | Internazionali | Internazionali | Internazionali | Internazionali | Internazionali | Internazionali | Internazionali | Internazionali | Internazionali | Internazionali | Internazionali | Internazionali |
| Evento                                | 1990–91        | 1992–93        | 1993–94        | 1994–95        | 1995–96        | 1996–97        | 1997–98        | 1998–99        | 1999–00        | 2000–01        | 2001–02        | 2002–03        | 2003–04        |
| ------------------------------------- | -------------- | -------------- | -------------- | -------------- | -------------- | -------------- | -------------- | -------------- | -------------- | -------------- | -------------- | -------------- | -------------- |
| Giochi olimpici invernali             |                |                |                |                |                |                |                |                |                |                | 5°             |                |                |
| Campionati mondiali                   |                |                |                |                |                |                |                |                | 6°             | 8°             | 4°             |                |                |
| Campionati europei                    |                |                |                |                |                |                | 3°             |                | 4°             | 4°             | 2°             | R              |                |
| GP Finale                             |                |                |                |                |                |                |                | 5°             | 4°             |                |                | 4°             |                |
| GP Cup of Russia                      |                |                |                |                |                |                |                | 3°             | 2°             |                |                | 3°             | 6°             |
| GP Nations Cup / Sparkassen / Bofrost |                |                |                |                |                |                | 3°             | 2°             |                | 4°             | 4°             | 2°             |                |
| GP NHK Trophy                         |                |                |                |                | 8°             |                |                |                |                |                |                |                | 5°             |
| GP Skate America                      |                |                |                |                | 3°             |                | 3°             |                | 7°             | 5°             | 3°             | 2°             |                |
| Nebelhorn Trophy                      |                |                |                | 3°             |                |                | 3°             |                |                |                |                |                |                |
| Universiadi                           |                |                |                |                |                | 3°             |                |                |                |                |                |                |                |
| Internazionali: Junior                |                |                |                |                |                |                |                |                |                |                |                |                |                |
| Campionati mondiali                   | 2°             | 7°             | 8°             |                |                |                |                |                |                |                |                |                |                |
| Nazionali                             |                |                |                |                |                |                |                |                |                |                |                |                |                |
| Campionati russi                      |                |                | 4°             | 4°             | 18°            | 7°             | 4°             |                | 3°             | 3°             | 2nd            | 1°             | R              |
| Campionati sovietici                  | 1°             |                |                |                |                |                |                |                |                |                |                |                |                |
| GP = Grand Prix; R = Ritirato         |                |                |                |                |                |                |                |                |                |                |                |                |                |